# Мармара (Крим)
Мармара (крим. Marmara) — зникле село в Балаклавському районі Севастопольської міськради.
Розташовувалося на північному сході території міськради, біля кордону з Бахчисарайським районом, у долині річки Айтодорки, правої притоки Чорної.

## Історія
На відомих картах селище не зазначено, місцезнаходження визначається досить приблизно, за описом Петра Палласа 1794 року в праці «Спостереження, зроблені під час подорожі південними намісництвами Російської держави».
|  | …деревня Мармора, прежде населенная греками и теперь покинутая… …у скалы называемую Чаплак-кая, в уступе которой выдолблены кельи монахов, сходные с инкерманскими, известные здесь под названием Кара-коба, затем далее - под именем Шулдан… |

Таким чином, селище локалізується приблизно за півкілометра на схід від сучасного села Тернівка, біля підніжжя скель, в яких вирубаний монастир Шулдан. Час виникнення, ймовірно, збігається з заснуванням монастиря — кінець XIII—XIV століття, у складі середньовічного князівства Феодоро. Проіснувала Мармара набагато довше монастиря — Шулдан був зруйнований при розгромі князівства османами в 1475 році, Мармару ж включили до складу Мангупського кадилика Кафинського еялета імперії. Після здобуття ханством незалежності за Кючук-Кайнарджійським мирним договором 1774 року «наказовим актом» Шагін Ґерая у 1775 році селище увійшло до складу Кримського ханства до складу Бакчі-сарайського каймаканства Мангупського кадилика.
У 1778 році відбулося виселення кримських греків у Приазов'ї . Відповідно до «Відомостей про виведених із Криму в Приазов'ї християн» О. В. Суворова з Мармари виїхало 103 особи — 46 чоловіків і 57 жінок (у відомості митрополита Ігнатія також значиться Момрум, але без зазначення кількості виселених сімей). На новому місці переселенці, разом із вихідцями з Черкез-Кермена та Карані, заснували село Карань — нині Гранітне, Тельманівського району Донецької області. Мабуть, селище спорожніло повністю, в Камеральному Описі Криму 1784 року, серед житлових, не згадано. За відомостями генерал-поручика О. А. Ігельстрома від 14 грудня 1783 в селі Мармара після виведення християн залишилося 13 будинків переселенців, з яких «7 проданих ханом, 6 розорені». У відомості, «за колишнього Шагін Герея хана складеної татарською мовою про християн, що вийшли з різних сіл, і про їхні маєтки, що залишилися, в точному віданні його Шагін Герея» і перекладеної 1785 року про село Мармара міститься список 17 мешканців села, з переліком оранки, що їм належала. Відомостей про житла та інші споруди немає; також міститься приписка, що «в селі розташовані албанці».
Надалі у доступних джерелах не зустрічається.